# أسماء بارلاس
أسماء بارلاس مواليد (1950 في باكستان) أستاذة جامعية باكستانية مسلمة، ورئيسة قسم السياسة في جامعة إثيكا في نيويورك، الولايات المتحدة الأمريكية ، وشغلت منصب رئيس كرسي سبينوزا المرموقة من كلية العلوم الإنسانية في جامعة أمستردام في هولندا عام 2008 «لأسهاماتها البارزة في المناقشات حول المرأة والإسلام».
تخصصاتها تشمل السياسة المقارنة والدولية، والإسلام والقرآن التأويل، والمرأة والنوع الاجتماعي، لا تشكك في قدسية القرآن ولكنها تطالب بتفسير متحرر بعيد عن سلطة العلماء الذكورية وهذه هي الخطوة الأولى في الطريق إلى مجتمعات أكثر ديموقراطية.
بارلاس ترفض تسمية تفسيراتها ووجهات نظرها من الإسلام بأنها «النسوية الإسلامية»، ما لم يتم تعريف هذا المصطلح بأنه«خطاب المساواة بين الجنسين والعدالة الاجتماعية التي تستمد فهمها وولاية من القرآن الكريم، وتسعى لممارسة الحقوق والعدالة لجميع البشر في مجمل وجودها عبر التواصل بين القطاعين العام والخاص».

## المؤلفات

### الكتب
- مواجهة النظام الأبوي القرآني (2018) وكتبته بالاشتراك مع ريبورن فين
- الإسلام والمسلمين والولايات المتحدة: مقالات حول الدين والسياسة (2004)
- النساء المؤمنات في الإسلام (2002)
- الديمقراطية والوطنية والشيوعية: الإرث الاستعماري في جنوب آسيا (1995)

## وصلات خارجية
- الموقع الرسمي (بالإنجليزية)